# 다나카 히로토
다나카 히로토(일본어: 田中 裕人, 1990년 4월 26일 ~ )는 일본의 축구 선수이다.

## 구단 경력
그는 2013년부터 2023년까지 J리그의 주빌로 이와타, V-파렌 나가사키, 에히메 FC, 블라우블리츠 아키타에서 활동하였다.

## 국가대표팀 경력
그는 2007년 FIFA U-17 월드컵에 참가할 일본 U-17 국가대표팀에 발탁되었으며, 1경기에 출전했다.